# Glan (jezioro)
Glan – jezioro w Szwecji, położone w północno-wschodniej części Östergötland, w granicach gmin Finspång i Norrköping. Przez położone 22 m n.p.m. jezioro przepływa rzeka Motala ström. Powierzchnia wynosi 79 km², głębokość maksymalna 23 m. 
Jezioro jest głównym zbiornikiem wody pitnej dla Norrköping.